# NEAR Shoemaker
NEAR Shoemaker (anglicky Near Earth Asteroid Rendezvous) byla kosmická sonda NASA, která zkoumala planetku (433) Eros a stala se její umělou družicí. Byla to první sonda vypuštěná v rámci programu Discovery. Zároveň to byla první sonda, která přistála na povrchu planetky. Planetka Eros se tak stala po Měsíci, Marsu a Venuši čtvrtým vesmírným tělesem, na kterém přistála kosmická sonda a vykonala měření.
Jejím hlavním cílem bylo stanovení velikosti, tvaru, hmotnosti, rozložení gravitačního pole, mineralogického složení, geologii, morfologii a složení povrchu, rozložení hmoty uvnitř tělesa a existenci případného magnetického pole. Před dosažením svého hlavního cíle, planetky Eros, sonda proletěla kolem planetky (253) Mathilde.

## Popis sondy
NEAR byla plně stabilizovaná sonda ve třech osách. Energii získávala pomocí čtyř solárních panelů o rozměrech 1,8 × 1,2 m, které v pásmu planetek dodávaly výkon 400 W a dobíjely akumulátor. Na záznamy údajů sloužily dvě polovodičové velkokapacitní paměti 0,67 Gbit a 1,1 Gbit. Na spojení se Zemí se používala parabolická anténa s průměrem 1,5 metru. Na korekce dráhy byla sonda NEAR vybavena motorem na kapalné pohonné hmoty a její stabilizaci zajišťovaly čtyři gyroskopy.
Vzletová hmotnost sondy byla 805 kg.

### Vědecké přístroje

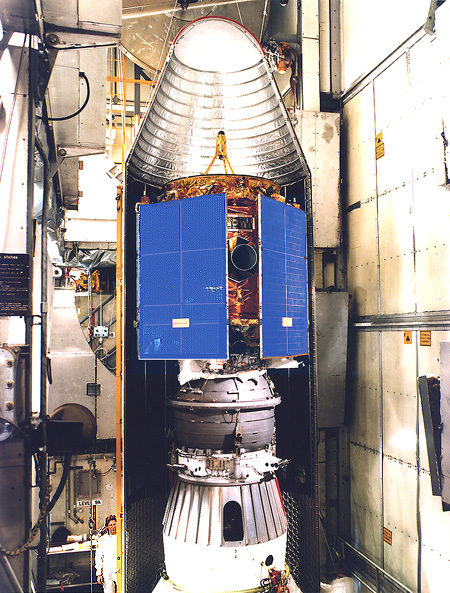
Sonda NEAR umístěná v raketě Delta II

- CCD (Charge Coupled Device) kamera MSI (Multispectral Imager) pracující v spektrální oblasti 0,4-1,1 mikrometrů.
- Spektrometr pracující v oblasti rentgenového a gama záření XGRS (X-ray/Gamma-Ray Spectrometer), tvořený dvěma detektory:
  - spektrometr XRS (X-Ray Spectrometer) pracující v oblasti energií 1-10 keV (zorný úhel 5°, rozlišení 2 km/100 km)
  - gamaspektrometr GRS (Gamma-Ray Spectrometer) pracující v oblasti energií 0,3-10 MeV (zorné pole 45°)
- 64-kanálový spektrometr pracující v oblasti blízkého infračerveného záření NIS (Near-IR Spectrograph) pracující v spektrální oblasti 0,8 - 2,7 mm (prostorové rozlišení 0,65 × 1,3 km, resp. 1,3 × 1,3 km)
- tříosý cívkový magnetometr (citlivost 45 nT)
- laserový dálkometr NLR (NEAR Laser Rangefinder), pracující na vlnové délce 10 mm s přesností ±300 m.

## Průběh mise

### Start mise
O realizaci projektu sondy NEAR rozhodli představitelé NASA už v roce 1993. Sonda odstartovala pod jménem NEAR 17. února 1996 s nosnou raketou Delta II ze základny Eastern Test Range. 18. února 1997 se vzdálila od Slunce 327 milionů kilometrů. Byla to největší vzdálenost, jakou aktivní sonda vybavená solárními panely dosáhla.

### Průlet kolem planetky Mathilde

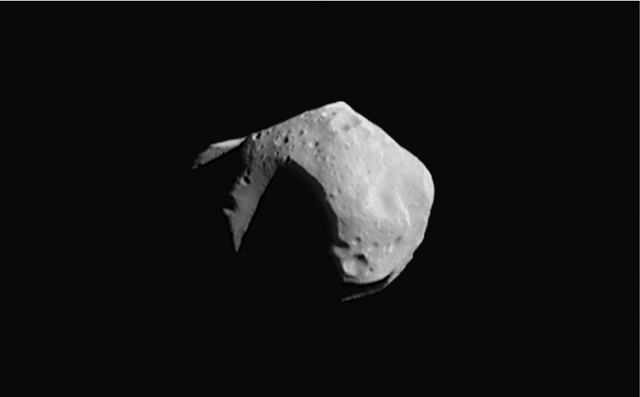
Snímek planetky (253) Mathilde ze vzdálenosti 2400 km

27. června 1997 proletěla ve vzdálenosti 1212 km od planetky (253) Mathilde rychlostí 9,93 km/s. Po dobu největšího přiblížení v průběhu 25 minut získala sonda 144 snímků s vysokým rozlišením. Z těchto snímků se zjistilo o Mathildě množství údajů: její rozměry, hustota, velikost největšího kráteru a podobně.
23. ledna 1998 proběhl v blízkosti Země gravitační manévr. Sonda NEAR proletěla kolem Země ve vzdálenosti 539,12 km geocentrickou rychlostí 12,74 km/s. Průlet kolem Země byl využit na kalibraci magnetometru MAG, palubní kamery MSI a rentgenového a gama spektrometru XGRS.

### Setkání s planetkou Eros

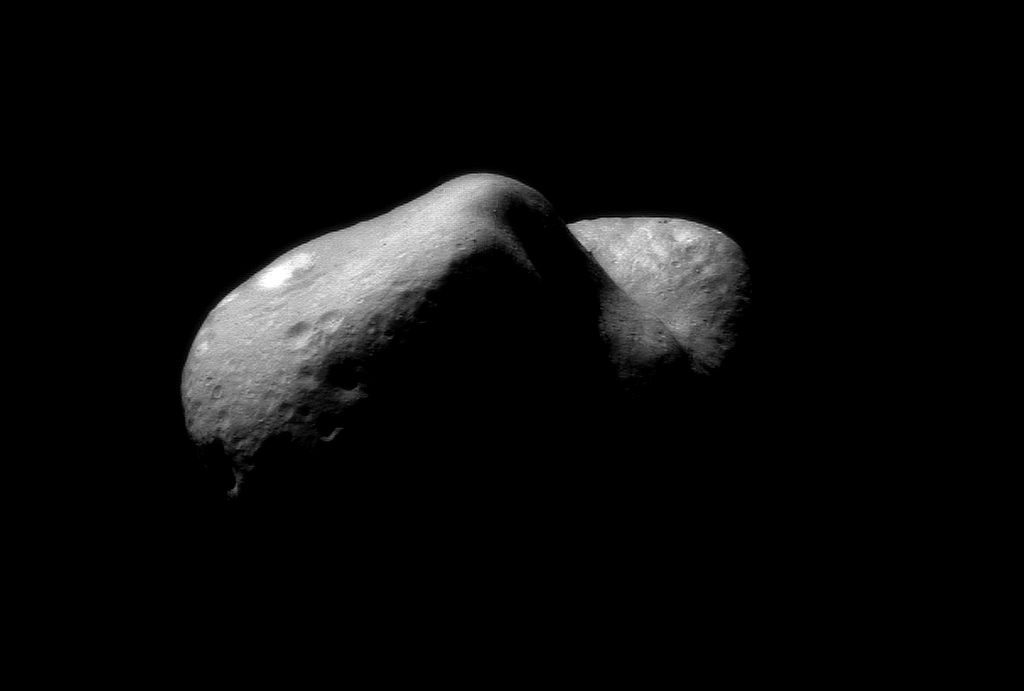
Planetka (433) Eros, která se stala cílem sondy NEAR Shoemaker

První snímky planetky Eros začala sonda posílat už při přibližování k planetce ve vzdálenosti 4 milióny kilometrů. Sonda a planetka se vzájemně přibližovaly rychlostí skoro kilometr za sekundu. Z prvních snímků se podařilo určit rotační dobu Erosu na 5,3 hodiny.
20. prosince 1998 bylo zahájeno brzdění v blízkosti planetky Eros. Tento první pokus navedení sondy na oběžnou dráhu však nevyšel. V důsledku překročení naprogramovaného limitu boční složky tahu palubní počítač ukončil manévr a přepnul sondu do bezpečnostního módu. Sonda navíc neměla žádný kontakt s řídícím střediskem. Spojení se podařilo navázat za jeden a půl dne, ale místo navedení sondy na oběžnou dráhu už byl možný jen přelet s největším přiblížením k planetce ve vzdálenosti 3827 kilometrů. Do této chvíle sonda zhotovila více než 1100 snímků, nejlepší s rozlišením 500 metrů.

### Navedení na oběžnou dráhu
Druhý pokus o navedení sondy na orbitu planetky byl uskutečněn až v únoru 2000. Předcházel tomu korekční manévr sondy, přičemž její heliocentrická rychlost byla zvýšena na 19 km/s, vzájemná rychlost sondy a planetky vzrostla na 80 m/s. Zážeh raketových motorů sondy trval dvě minuty. 14. února 2000 byla sonda NEAR úspěšně navedena na oběžnou dráhu kolem planetky Eros. Stalo se tak po dvou setkávacích manévrech, které proběhly úplně bez problémů. Už několik hodin po navedení na oběžnou dráhu začalo snímkování povrchu. Snímkování a další vědecká měření z různě vysokých oběžných drah pokračovala celý následující rok. 14. března 2000 byla sonda přejmenována na NEAR Shoemaker. Stalo se tak na počest významného amerického astronoma a planetárního geologa Eugena Shoemakera, který v roce 1997 tragicky zahynul při autonehodě.

### Přistání na planetce, ukončení mise
Po splnění všech úkolů a vyčerpání skoro všech pohonných hmot bylo rozhodnuto zakončit misi původně neplánovaným přistáním na planetce Eros. Přistání se uskutečnilo 12. února 2001. V 15:31 UTC začalo postupné snižování dráhy. Dráha klesala na 7,5 kilometru, potom na 5 km a na 3 kilometry. Ve výšce 1250 metrů v 19:50 byl zahájen brzdící manévr a za devět minut fáze závěrečného brzdění prostřednictvím raketového motoru, který byl těsně před kontaktem s povrchem vypnut. Sonda dopadla na povrch rychlostí 1,5 až 1,8 m/s na souřadnicích 35° j.š., 81° v.d., což bylo asi 200 metrů od původně plánovaného místa přistání. Kontakt nastal ve 20:01:52 UTC. V průběhu sestupu pracovala kamera. Celkově získala 69 záběrů, poslední z výšky kolem 120 metrů s rozlišením až 1 cm.
I po přistání bylo se sondou zachováno slabé spojení, kvůli nevhodnému úhlu kamer však neposlala žádné snímky povrchu. Spojení se sondou bylo přerušeno na konci února 2001. Od té doby sonda NEAR Shoemaker nečinně leží na boku opřená o solární panely na okraji rozsáhlé prolákliny Himeros, na rozhraní dvou geologicky rozdílných oblastí.